# Xysticus fienae
Xysticus fienae là một loài nhện trong họ Thomisidae.
Loài này thuộc chi Xysticus. Xysticus fienae được Rudy Jocqué miêu tả năm 1993.